# رودريغو أرواخو كوستا
رودريغو أرواخو كوستا (بالبرتغالية: Rodrigo Araújo Gomes Costa‏) (12 مايو 1988 بريو دي جانيرو في البرازيل - ) هو لاعب كرة قدم برازيلي في مركز الدفاع. لعب مع نادي باهيا ونادي بوافيشتا ونادي سانتوس.

## وصلات خارجية
- رودريغو أرواخو كوستا على موقع قاعدة بيانات كرة القدم.إي يو (الإنجليزية)
- رودريغو أرواخو كوستا على موقع قاعدة بيانات كرة القدم.إي يو (الإنجليزية)